# Bill Almon
William Francis Almon (né le 21 novembre 1952 à Providence, Rhode Island, États-Unis) est un ancien joueur de baseball. Il a joué dans les Ligues majeures durant 15 saisons, de 1974 à 1988, et porté les couleurs de 7 équipes.

## Carrière
Bill Almon a été un choix de première ronde (1er au total) des Padres de San Diego en 1974.
Dans les majeures, il a joué pour les Padres de San Diego (1974-1979), les Expos de Montréal (1980), les Mets de New York (1980 et 1987), les White Sox de Chicago (1981-1982, les Athletics d'Oakland (1983-1984), les Pirates de Pittsburgh (1985-1987) et les Phillies de Philadelphie (1988).
Almon a évolué à toutes les positions en défensive sur le terrain, à l'exception du poste de lanceur, en plus d'avoir été employé comme frappeur désigné dans la Ligue américaine. C'est au poste d'arrêt-court qu'il a disputé le plus de matchs.